# فلاديمير هورويتز
فلاديمير سامويلوفيتش هورويتز (Vladimir Samoylovich Horowitz) ((الروسية: Владимир Самойлович Горовиц, Vladimir Samojlovich Gorovitz)؛ توفي في 5 من نوفمبر 1989م) هو عازف بيانو وملحن كلاسيكي. وكانت تقنياته واستخداماته درجة الصوت فضلاً عن عزفه المثير تمثل طابعًا خرافيًا. ويعد على نطاق واسع أحد أفضل عازفي البيانو في القرن العشرين الميلادي.

## وصلات خارجية
- فلاديمير هورويتز على موقع IMDb (الإنجليزية)
- فلاديمير هورويتز على موقع الموسوعة البريطانية (الإنجليزية)
- فلاديمير هورويتز على موقع مونزينجر (الألمانية)
- فلاديمير هورويتز على موقع ميوزك برينز (الإنجليزية)
- فلاديمير هورويتز على موقع إن إن دي بي (الإنجليزية)
- فلاديمير هورويتز على موقع أول ميوزيك (الإنجليزية)
- فلاديمير هورويتز على موقع ديسكوغز (الإنجليزية)
- فلاديمير هورويتز على موقع قاعدة بيانات الفيلم (الإنجليزية)
- The Vladimir Horowitz Website (Fansite)
- The Horowitz Papers نسخة محفوظة 8 مارس 2012 على موقع واي باك مشين. at the Irving S. Gilmore Music Library, Yale University
- Vladimir Horowitz at Deutsche Grammophon نسخة محفوظة 18 فبراير 2010 على موقع واي باك مشين.
- Vladimir Horowitz at Encyclopædia Britannica
- Vladimir Horowitz at Allmusic
- Vladimir Horowitz at NAXOS